# Qandeel Baloch
Fouzia Azeem, més coneguda com a Qandeel Baloch   (Dera Ghazi Khan, 1 de març de 1990 - Multan, 15 de juliol de 2016), va ser una model, actriu, bloguera i activista pakistanesa. Va saltar a la fama el 2013 arran de la seva prova pel Talent show Pakistan Idol, que va esdevenir viral. Destacà pels seus vídeos a internet on parlava de la seva vida quotidiana i de temes controvertits al seu país, on va arribar a ser una de les 10 personalitats més buscades a la xarxa. Se la comparava a vegades amb Kim Kardashian però alhora es destacava la seva major significació en temes socials i polítics com els drets de la dona.
El 15 de juliol de 2016 va ser assassinada mentre dormia a casa els seus pares a Multan. El seu germà Waseem Azeem va confessar haver-la asfixiat en el que molts consideraren un crim d'honor. El seu assassinat va provocar condemnes de personalitats d'arreu del món, entre elles Madonna, Miley Cyrus, Ali Zafar o Theresa May i va contribuir a sensibilitzar sobre la problemàtica d'aquest tipus de crims al Pakistan.
El 2019 el seu germà Waseem va ser condemnat a cadena perpètua per l'assassinat de Qandeel.